# پل جونز
پل جونز (انگلیسی: Paul Jones؛ زادهٔ ۱۸ آوریل ۱۹۶۷) بازیکن فوتبال اهل بریتانیا است.
از باشگاه‌هایی که در آن بازی کرده‌است می‌توان به باشگاه فوتبال لیورپول، باشگاه فوتبال کویینز پارک رنجرز، باشگاه فوتبال واتفورد، باشگاه فوتبال کیدرمینستر هاریرس، باشگاه فوتبال ولورهمپتون واندررز، و باشگاه فوتبال استوک‌پورت کانتی، باشگاه فوتبال میلوال، باشگاه فوتبال ساوت‌همپتون، باشگاه فوتبال ولورهمپتون واندررز، و تیم ملی فوتبال ولز اشاره کرد.